# Joe Beck
Joe Beck (29. července 1945, Filadelfie, Pensylvánie, USA – 22. července 2008, Woodbury, Connecticut, USA) byl americký jazzový kytarista. Spolupracoval například s Gilem Evansem, Milesem Davisem, Herbie Hancockem, Duke Ellingtonem, Buddy Richem nebo Paul Desmond. Zemřel na karcinom plic ve věku 62 let.